# Jewgienij Andriejew (spadochroniarz)
Jewgienij Nikołajewicz Andriejew (ros. Евгений Николаевич Андреев, ur. 4 września 1926 w Nowosybirsku, zm. 9 lutego 2000 w Szczołkowie) – radziecki spadochroniarz doświadczalny, Bohater Związku Radzieckiego (1962), pułkownik.

## Życiorys
Wychował się w domu dziecka w mieście Sierow, później pracował w fabryce w Niżnym Tagile, od 1943 służył w Armii Czerwonej, ukończył Armawirską Wojskową Wyższą Szkołę Lotniczą   Pilotów Obrony Powietrznej. Od listopada 1947 był w grupie doświadczalnej techniki spadochronowej Naukowo-Badawczego Instytutu Sił Wojskowo-Powietrznych ZSRR, w 1955 ukończył szkołę powietrznodesantową w Riazaniu. W 1957 wykonał skok z wysokości 14800 metrów, otwierając spadochron na wysokości 600 metrów. 1 listopada 1962 wykonał skok spadochronowy z balonu stratosferycznego z wysokości 25500 metrów, spadając 24500 metrów bez otwierania spadochronu; skok ten trwał 270 sekund. Wykonał łącznie 4500 skoków ze spadochronem, w tym 8 ze stratosfery.

## Odznaczenia
- Złota Gwiazda Bohatera Związku Radzieckiego (12 grudnia 1962)
- Order Lenina (12 grudnia 1962)
- Order Czerwonej Gwiazdy

I medale.